# Cantone di Asfeld
Il Cantone di Asfeld era una divisione amministrativa dell'arrondissement di Rethel.
A seguito della riforma approvata con decreto del 21 febbraio 2014, che ha avuto attuazione dopo le elezioni dipartimentali del 2015, è stato soppresso.

## Composizione
Comprendeva i comuni di:
- Aire
- Asfeld
- Avaux
- Balham
- Bergnicourt
- Blanzy-la-Salonnaise
- Brienne-sur-Aisne
- L'Écaille
- Gomont
- Houdilcourt
- Poilcourt-Sydney
- Roizy
- Saint-Germainmont
- Saint-Remy-le-Petit
- Sault-Saint-Remy
- Le Thour
- Vieux-lès-Asfeld
- Villers-devant-le-Thour